# Stošíkovice na Louce
Stošíkovice na Louce (deutsch Teßwitz an der Wiese) ist eine Gemeinde im Okres Znojmo in Tschechien. Der Ort wurde als ein Längsdreieckangerdorf angelegt.

## Geographie

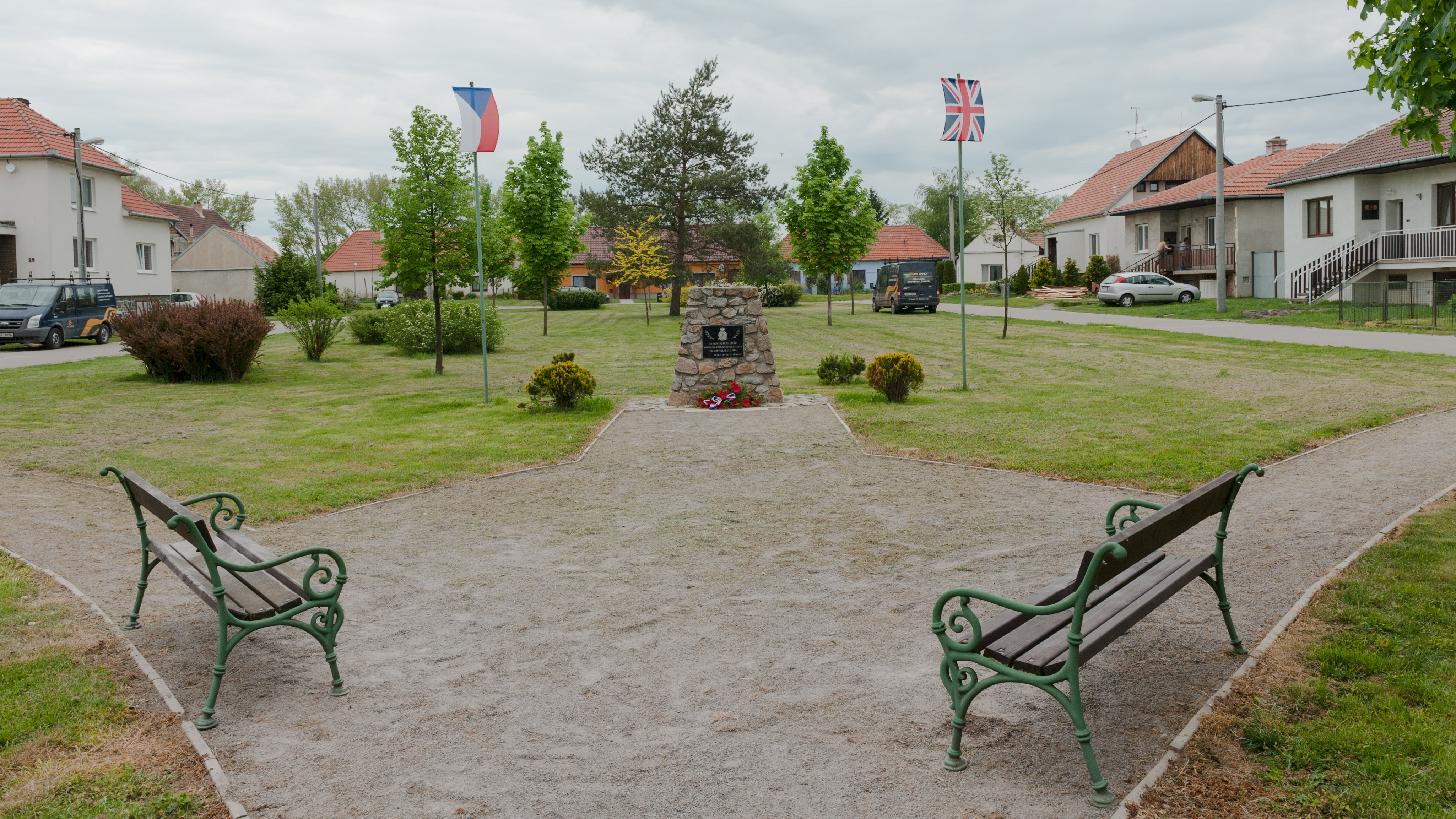
Stosíkovice na Louce

Stošíkovice na Louce befindet sich linksseitig der parallel verlaufenden Bäche Jevišovka und Skalička in der Thaya-Schwarza-Senke.
Die Nachbarortschaften sind im Westen Prosiměřice  (Proßmeritz), im Osten Oleksovice (Groß Olkowitz) und im Süden Lechovice (Lechwitz), Práče (Pratsch) und Bantice (Panditz).

## Geschichte
Die Anlage des Ortes und die bis 1945 gesprochene bairisch-österreichische Ui-Mundart mit ihren speziellen Kennwörtern weisen darauf hin, dass die Siedler aus dem österreichischen bzw. süddeutschen Raum stammten. Die erste urkundliche Erwähnung von Teßwitz erfolgte im Jahre 1351. In den nächsten 350 Jahren wechselte der Ort mehrmals den Besitzer. Darunter waren das Kloster Bruck und das Katharinenkloster in Znaim. Um das Jahr 1580 wird Teßwitz lutherisch und verweigert den Zehent. Nach dem Sieg der kaiserlichen Truppen in der Schlacht am Weißen Berg während des Dreißigjährigen Krieges wird der Besitzer von Teßwitz von Kaiser Ferdinand II. enteignet, da dieser ein aufständischer Adliger war. Auch wurde der Ort mit dem Einsetzen der Gegenreformation wieder katholisch. 1699 kaufte die Familie Liechtenstein den Ort und fügte ihn in die Herrschaft Frischau ein, wo er bis 1848 verblieb.
Im Laufe der Jahrhunderte änderte sich die Schreibweise des Ortes mehrmals. So schrieb man 1351 „Tesikowicz“, 1364 „Teskwicz“, 1383 „Thoeskwicz“, 1500 „Tosbiz“ und ab 1672 „Tesswitz“. Der Zusatz „an der Wiese“ erhielt der Ort zum ersten Mal 1562 zur Unterscheidung zum gleichnamigen Ort in der Herrschaft Bruck. Danach verschwand dieser Zusatz, bis er um 1798 fixiert wurde.
Nach dem Ersten Weltkrieg und dem Vertrag von Saint-Germain, 1919, wurde der Ort, dessen Bewohner im Jahre 1910 fast ausschließlich der deutschen Sprachgruppe angehörten, Bestandteil der neuen Tschechoslowakischen Republik. Die Elektrifizierung des Ortes wurde im Jahre 1928 durchgeführt. In der Zwischenkriegszeit wurde eine Theaterriege im Ort gegründet. Nach dem Münchner Abkommen, kam der Ort 1938 an das Deutsche Reich und wurde ein Teil des Reichsgaues Niederdonau. Im Zweiten Weltkrieg hatte der Ort 41 Opfer zu beklagen. Nach dem Ende des Zweiten Weltkrieges wurde der Ort wieder der Tschechoslowakei zugeordnet. Vor den einsetzenden Nachkriegsexzessen durch tschechische Revolutionsgarden flohen einige Ortsbewohner über die Grenze nach Österreich, dabei kam es zu einem Ziviltoten. Der Großteil der deutschen Bewohner von Teßwitz wurde zwischen Februar 1946 und Juli 1946 in mehreren Transporten nach Deutschland zwangsausgesiedelt. Aufgrund der Beneš-Dekrete 108 wurde das Vermögen der deutschen Einwohner sowie das öffentliche und kirchliche deutsche Eigentum konfisziert und unter staatliche Verwaltung gestellt. 95 der ehemaligen Teßwitzer wurden in Österreich, 293 in Deutschland und zwei Personen in Kanada ansässig.
Die Matriken wurden anfangs (ab 1694) bei Groß-Olkowitz geführt. Die Geburts-, Trauungs- und Sterbematriken zwischen 1694 und 1949 befinden sich im Landesarchiv Brünn.

## Wappen und Siegel
Das älteste bekannte Siegel des Ortes stammte aus dem 16. Jahrhundert. Es hat einen Durchmesser von 26 mm und zeigt in einem Blätterkranz eine Umschrift. In der Mitte des Siegels ist ein Schild, welches ein Getreidefeld abbildet aus dem ein Baum wächst. Ab dem Jahre 1848 führt der Ort nur noch einen bildlosen Gemeindestempel. Ab 1920 ist dieser Gemeindestempel zweisprachig.

## Bevölkerungsentwicklung
| Volkszählung | Einwohner gesamt | Volkszugehörigkeit der Einwohner | Volkszugehörigkeit der Einwohner | Volkszugehörigkeit der Einwohner |
| Jahr         | Einwohner gesamt | Deutsche                         | Tschechen                        | Andere                           |
| ------------ | ---------------- | -------------------------------- | -------------------------------- | -------------------------------- |
| 1880         | 361              | 355                              | 5                                | 1                                |
| 1890         | 353              | 353                              | 0                                | 0                                |
| 1900         | 336              | 336                              | 0                                | 0                                |
| 1910         | 385              | 381                              | 0                                | 4                                |
| 1921         | 407              | 396                              | 7                                | 4                                |
| 1930         | 392              | 382                              | 3                                | 7                                |

## Sehenswürdigkeiten
- Glockenturm, „Glöckelhäusel“, erneuert 1925
- Dreifaltigkeitsstatue (1731)
- Statue des Hl. Johannes von Nepomuk
- zwei Pestsäulen
- Kriegerdenkmal[15]

## Brauchtum
Der Kirtag findet immer vor dem 24. August (St. Bartholomäus) statt.
Bis 1918 gingen die Teßwitzer am 13. Juni nach Tiefmaispitz zur Wallfahrtskirche der Heiligen Mutter Anna.